# Saint Paul’s (Saint Kitts)
Saint Paul’s – miasto w Saint Kitts i Nevis, w północnej części wyspy Saint Kitts; 1100 mieszkańców (2006). Stolica parafii Saint Paul Capisterre. Trzecia co do wielkości miejscowość kraju.